# Подорожня
Подорожня (укр. Подорожня) — село на Украине, находится в Хмельницком районе Винницкой области.
Код КОАТУУ — 0524885202. Население по переписи 2001 года составляет 319 человек. Почтовый индекс — 22024. Телефонный код — 4338.
Занимает площадь 1,2 км².

## Адрес местного совета
22023, Винницкая область, Хмельникский р-н, с. Петриковцы, ул. Ленина, 10